# Rheobates pseudopalmatus
Rheobates pseudopalmatus es una especie de anfibio anuro de la familia Aromobatidae.

## Distribución geográfica
Esta especie es endémica de Amalfi en el departamento de Antioquia en Colombia. Se encuentra entre los 100 y 1500 m sobre el nivel del mar.

## Publicación original
- Rivero & Serna, 2000 "1995": New species of Colostethus (Amphibia, Dendrobatidae) of the Department of Antioquia, Colombia, with the description of the tadpole of Colostethus fraterdanieli. Revista de Ecología Latino Americana, vol. 2, n.º 1/3, p. 45-58[6]